# 1979 في أستراليا
فيما يلي قوائم الأحداث التي وقعت خلال عام 1979 في أستراليا.

## سياسة

### تعيين في المنصب
- 23 فبراير – جون هوارد Minister for Finance (Australia) [الإنجليزية]‏.

### انتهاء فترة المنصب
- 27 فبراير – جون هوارد Minister for Finance (Australia) [الإنجليزية]‏.

## أفلام
من الأفلام التي صدرت هذه السنة في أستراليا:
- 1 يناير – ماد ماكس من إخراج جورج ميلر.

## مواليد

### يناير
- 15 يناير – انتوني سيريتش لاعب كرة قدم كرواتي.

### فبراير
- 12 فبراير – جيسي سبنسر ممثل أسترالي.
- 15 فبراير – جيمس هارفي لاعب كرة سلة أسترالي.
- 22 فبراير – بريت إيمرتون لاعب كرة قدم أسترالي.

### أبريل
- 4 أبريل – هيث ليدجر إذا كنت تجيد فعل شيء فلا تفعله بالمجان.
- 5 أبريل – ليندساي ويلسون لاعب كرة قدم أسترالي.
- 9 أبريل – غرايم براون
- 22 أبريل – سكوت ديفيس درّاج طريق أسترالي.

### مايو
- 27 مايو – مايل ستريوفسكي لاعب كرة قدم أسترالي.

### يونيو
- 6 يونيو – راندا عبد الفتاح
- 7 يونيو – آنا تورف ممثلة أسترالية.

### يوليو
- 10 يوليو – راسل هيندر لاعب كرة سلة أسترالي.
- 15 يوليو – ترافيس فيميل
- 24 يوليو – روز بيرن ممثلة أسترالية.
- 26 يوليو – مادلين ويست ممثلة أسترالية.

### أغسطس
- 3 أغسطس – ناثان كروسول لاعب كرة سلة أسترالي.
- 9 أغسطس – مايكل كينجما لاعب كرة سلة أسترالي.
- 16 أغسطس – آدم داراه لاعب كرة سلة أسترالي.
- 21 أغسطس – آدم جرفيتس لاعب كرة قدم أسترالي.
- 21 أغسطس – جويل جريفيتس لاعب كرة قدم أسترالي.
- 23 أغسطس – جيسيكا بيبي لاعبة كرة سلة أسترالية.

### أكتوبر
- 5 أكتوبر – فينشينسو غريلا لاعب كرة قدم أسترالي.
- 16 أكتوبر – كريستي هينز عارضة أزياء أسترالية، ممثلة، ومذيعة تلفزيونية.
- 26 أكتوبر – جوردان كير لاعب كرة مضرب أسترالي.

### نوفمبر
- 6 نوفمبر – بيتر كراوفورد لاعب كرة سلة أسترالي.
- 15 نوفمبر – بريت لانكستر درّاج طريق أسترالي.
- 30 نوفمبر – كريس أتكينسون

### ديسمبر
- 6 ديسمبر – تيم كاهيل لاعب كرة قدم أسترالي.
- 9 ديسمبر – بريان ستيوارت لاعبة كرة مضرب أسترالية.
- 14 ديسمبر – صوفي مونك
- 20 ديسمبر – مايكل روجرز درّاج طريق أسترالي.